# Filles de l'Oratoire
Les filles de l'Oratoire (en latin : Filiarum ab Oratorio) sont une congrégation religieuse féminine enseignante de droit pontifical. 

## Historique
L'institut est fondé en 1885 à Pizzighettone par Vincent Grossi (1845 - 1917) sous le nom de filles de l'Oratoire car il désire placer la congrégation sous la protection de saint Philippe Néri et désigner l'apostolat des religieuses.
L'œuvre de Grossi est transférée en 1889 à Regona puis à Maleo au diocèse de Lodi, sous la protection de Mgr Giovanni Battista Rota (it). La congrégation obtient le décret de louange le 20 mai 1915, elle est approuvée officiellement par le Saint-Siège le 29 avril 1926.

## Activités et diffusion
Les Filles de l'oratoire se dédient à l'enseignement, aux aumôneries et aux retraites.
Les sœurs sont présentes en Italie, en Argentine et en Équateur
La maison-mère est à Rome.
En 2017, la congrégation comptait 149 sœurs dans 21 maisons.